# أتسكو تاناكا (رسامة)
أتسكو تاناكا (باليابانية: 田中敦子) هي رسامة وفنانة يابانية، ولدت في 10 فبراير 1932 في أوساكا في اليابان، وتوفيت في 3 ديسمبر 2005 في نارا في اليابان.